# Селямлик

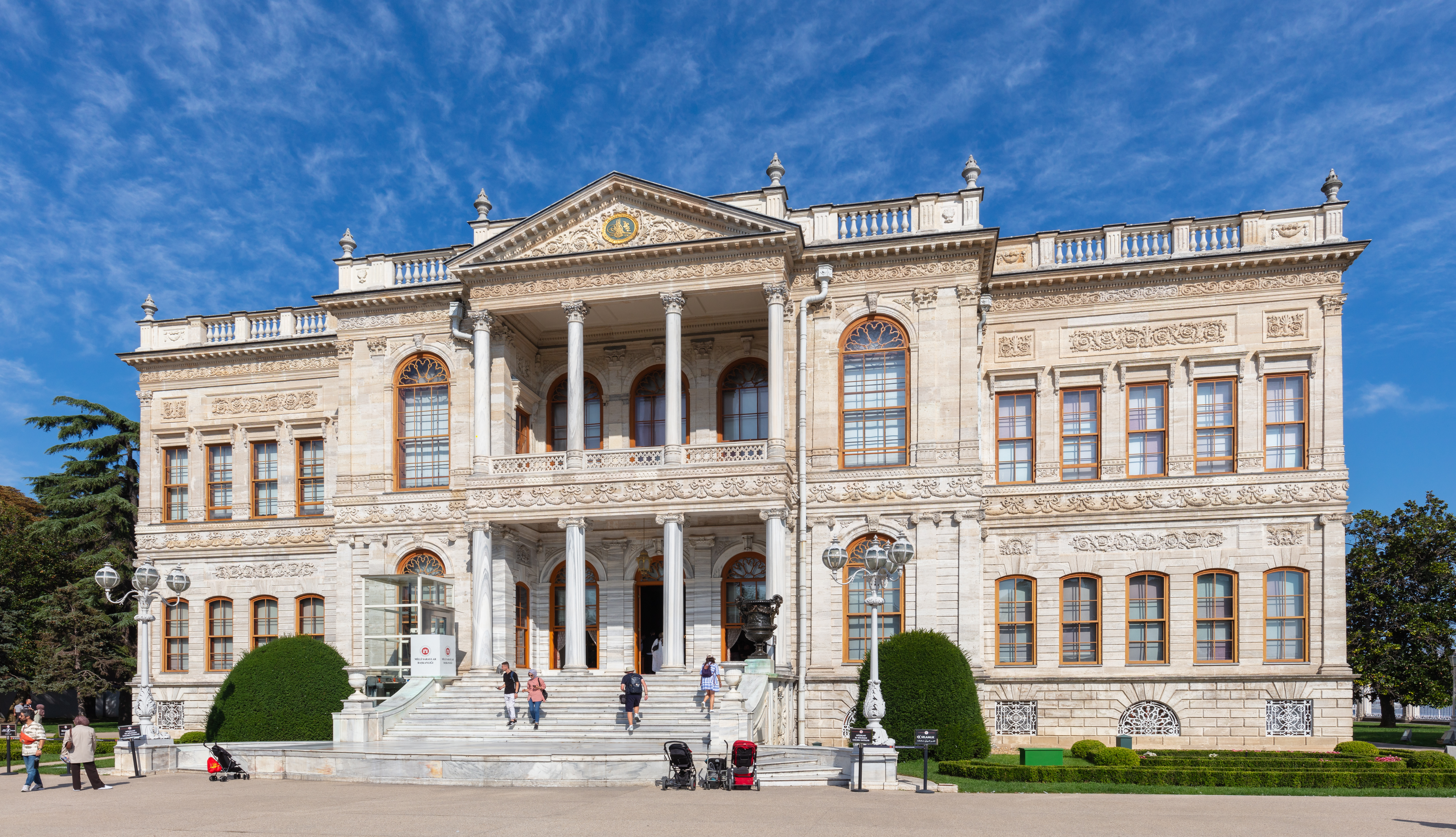
Вид на Селямлик снаружи, дворец Долмабаче, Стамбул

Селямлик (тур. salamlik) — часть дома у тюркских народностей, в которой живут мужчины и которая доступна и для чужих (в противоположность гаремлику).
Также селямлик предназначался для дипломатических приёмов и встреч в особняках и дворцах или на открытых площадках. Один из основных элементов османской архитектуры.
Селямликом назывался также публичный приём султаном сановников, происходящий во время праздника байрама в большом тронном зале султана во дворце Долмабахче.
В Стамбуле селямликом называлось специально торжественное шествие султана в мечеть, с которым соединяется парад войскам.